# Закоханий і беззбройний
«Закоханий і беззбройний» — кінофільм режисера Анаріо Мамедова, що вийшов на екрани в 2010 році.

## Зміст
У розташування частини прибуває симпатична Олександра. Вона тренер із єдиноборств і у неї в запасі тільки пару тижнів, щоб підготувати місцеву команду до відповідальних змагань. Та багато місцевих службовців не задоволені тим, що на таку відповідальну та «чоловічу» роль взяли тендітну з вигляду дівчину. Особливо проти цього лейтенант Авдєєв. Він намагається вдаватися до саботажу, але зрештою закохується в героїню.

## Ролі
| Актор              | Роль |
| ------------------ | ---- |
| Іван Жидков        | -    |
| Настя Задорожна    | -    |
| Максим Мальцев     | -    |
| Наталія Халтуріна  | -    |
| Марія Віненкова    | -    |
| Сергій Ярмолюк     | -    |
| Олександр Фролов   | -    |
| Ілля Андрюк        | -    |
| Костянтин Шавкунов | -    |
| Андрій Килосов     | -    |

## Знімальна група
- Режисер — Анаріо Мамедов
- Сценарист — Оксана Розум, Анаріо Мамедов
- Продюсер — Олена Флягина, Павло Бабін, Михайло Чурбанов
- Композитор — Олександр Пантикін